# City air
City air er en dansk dokumentarfilm fra 1995, der er instrueret af Simone Aaberg Kærn.

## Handling
Simone Aaberg Kærn har i en række værker beskæftiget sig med flyvningen som både metaforisk og fysisk transportform. I filmen har hun med en enkel videoeffekt anbragt sig selv i luftrummet over London og New York, hvor hun ihærdigt forsøger at udleve en emancipatorisk utopi om vægtløshed og ubekymret beherskelse af byens rum.